# L'Odyssée (série télévisée d'animation)
Pour les articles homonymes, voir Odyssée (homonymie).
L'Odyssée est une série télévisée d'animation franco-allemande en 26 épisodes de 24 minutes, créée par Marie-Luz Drouet, Bruno Regeste et Claude Scasso et diffusée à partir du 4 septembre 2002 sur M6 dans l'émission M6 Kid.
Inspirée de l’Odyssée d'Homère, la série met en scène les aventures d'Ulysse, roi d'Ithaque, durant son voyage de retour depuis Troie jusqu'à Ithaque.

## Synopsis
Le jeune roi Ulysse a quitté Ithaque pour prêter main-forte à ses alliés Grecs dans leur lutte contre les Troyens. Après dix ans de siège, la ruse d'Ulysse est parvenue à abréger la guerre. Après un assaut victorieux grâce au stratagème du cheval de Troie, Ulysse réunit ses hommes et repart vers Ithaque. Il est accompagné de Titan, Diomède et Philophène dit Philo. Sur l'Olympe, Poséidon, dieu de la mer et protecteur de Troie, est furieux et jure la perte d'Ulysse, tandis qu'Athéna, déesse de la guerre et protectrice d'Ithaque, entend le protéger. Pour entrer en contact avec Ulysse, Athéna a besoin d'un médium. Ayant comme animal symbolique, une chouette, qu'elle l'envoya près d'Ulysse avec en but, pouvoir donner à l'un des membres de son équipage, le pouvoir de médium pour le protéger lui et son équipage jusqu'à leurs retour sur l'île d'Ithaque. Mais Athéna n'avait pas imaginé que cela tombera sur Nisa, une jeune mendiante troyenne, et s'impose dans ses songes. Elle lui adjoint la compagnie de sa chouette. Nisa parvient à embarquer à bord du navire d'Ulysse. Bientôt, les Cicones attaquent les navires d'Ulysse et en coulent une partie. Puis Ulysse et ses hommes font halte sur l'île de Polyphème, le Cyclope. Il détruit tous les bateaux restants avec leurs équipages. Ulysse et ses compagnons sont faits prisonniers.
Là, ils font la connaissance de nouveaux amis. Datès, qui possède un bateau à louer, la Nef et Zéphyr, son jeune mousse. Ulysse aveugle le Cyclope et s'évade avec ses derniers compagnons. Ils sont donc sept à voguer sur la Nef à la recherche d'Ithaque : Ulysse, Titan, Nisa, Diomède, Philo, Datès, Zéphyr. Mais Poséidon, qui est également le père du Cyclope, ne laisse à Ulysse aucun répit au cours de son long périple.

## Fiche technique
- Titre : L'Odyssée
- Création : Marie-Luz Drouet, Bruno Regeste et Claude Scasso
- Réalisation : Olivier Jongerlynck
- Décors : Ivan Bonometti
- Musique : Brian Higgins
- Production : Vincent Chalvon Demersay, David Michel et Marcus Brüning
- Sociétés de production : BAF Berliner Animation Film GmbH & Co. Produktions GmbH, Marathon et M6
- Budget : 8 000 000 €[2]
- Pays d'origine :  France,  Allemagne
- Genre : série d'animation, aventure
- Durée : 24 minutes

## Distribution
- Cyrille Artaux : Ulysse
- Sylvie Jacob : Nisa
- Christophe Lemoine : Philo
- Vincent Ropion : Datès
- Thierry Mercier : Titan
- Michel Tugot-Doris : Diomède
- Donald Reignoux : Zéphyr
- Jean-Claude Donda : Poseïdon
- Céline Mauge : Calypso, Mira, Sténo
- Sophie Arthuys : Pénélope
- Philippe Dumat : diverses voix

## Épisodes
1.	L'Œil du Cyclope
De retour de la guerre de Troie, Ulysse et son équipage se retrouvent prisonniers d’un cyclope, fils de Poséidon. Le roi d’Ithaque ne se doute pas que le terrible dieu des mers, a juré sa perte…
2.	Charybde et Scylla
En faisant naufrage, le groupe se retrouve séparé. Une partie doit alors affronter la monstrueuse Scylla, tandis qu’une autre doit échapper à Charybde, le gouffre meurtrier.
3.	Au royaume d'Hadès
Ulysse et ses amis descendent aux Enfers pour interroger Tirésias le devin sur le chemin à prendre pour retrouver Ithaque. Mais c’est sans compter sur Poséidon et ses machinations, ainsi que sur les nombreux dangers du royaume d’Hadès.
4.	Le chant des sirènes
Poséidon ordonne à Aglaopé, reine des sirènes, d’attaquer la Nef par ses chants mélodieux…et fatals.
5.	Circé
Le groupe fait naufrage sur une île peuplé de bêtes féroces, obéissant à Circé, la puissante magicienne. Celle-ci transforme Diomède et Titan en porcs.
6.	L'île aux souvenirs
Après bien des péripéties, le groupe est enfin de retour à Ithaque où Ulysse retrouve sa famille. Toutefois, le héros se rend vite compte que quelque chose ne va pas…Et pour cause ! Son équipage et lui sont plongés dans une illusion des Parques, avides des souvenirs d’Ulysse.
7.	La malédiction des Lestrygons
Après un naufrage, Ulysse et ses amis se voient confrontés aux Lestrygons, des géants agressifs et cruels.
8.	Le vol de Pégase
Lorsque l’équipage de la Nef est capturé par Bellérophon, jeune fils de Poséidon, Ulysse ruse et promet au jeune homme de l’aider à réaliser son plus cher désir : capturer Pégase, le cheval ailé. Mais la fabuleuse créature semble impossible à piéger. Et la monstrueuse Chimère se dresse également contre eux.
9.	Les gorgones médusées
Ulysse et son équipage doivent affronter Méduse et sa sœur Sthéno, plus féroces que jamais. En effet, le dieu des mers a promis l’immortalité à celle qui lui offrirait la vie d’Ulysse.
10.	Le palais des vents
En affrontant une tempête, l’équipage arrive chez Éole, maître des vents…et le très affectueux père de Zéphyr. Fou de joie en retrouvant son fils, le dieu ne semble toutefois pas prêt à le laisser repartir.
11.	Les forges d'Héphaïstos
Après avoir touché la Perle du Désespoir, Datés tombe gravement malade. Pour le soigner, un seul remède ; une boîte dorée renfermant l’Espoir. Mais celle-ci se trouve dans les immenses forges du dieu Héphaïstos, qui la garde jalousement.
12.	Le duel du centaure
Après un naufrage, Ulysse et ses compagnons sont recueillis par Chiron, pacifique seigneur des centaures. Mais Poséidon fait une offre à ce dernier : sauver l’île des centaures, menacée d’une éruption. Mais en échange Chiron doit défier Ulysse dans un combat à mort.
13.	La prophétie des harpies
La reine des Harpies est désireuse de se marier. Conseillée par Poséidon, elle attaque la Nef et cherche à trouver Ulysse afin de l’épouser. Seulement, à la suite d'un quiproquo, c’est Philo qui se retrouve devant l’autel !
14.	La flamme de l'éternité
Ulysse et son équipage font naufrage sur l’île paradisiaque de la puissante Calypso. Celle-ci, amoureuse d’Ulysse, ne veut pas les laisser repartir.
15.	Le songe des Lotophages
Lors d’une réception organisée par le peuple des Lotophages, Ulysse, Nisa et Diomède ingèrent des lotus enchantés par Poséidon et tombent dans un profond sommeil. Les trois amis sont alors propulsés au pays des rêves et doivent à tout prix en sortir, quitte à affronter leurs pires frayeurs.
16.	La reine des Amazones
Les Amazones capturent Ulysse et ses amis et en font leurs esclaves. Mais Nisa, protégée d’Athéna, réussit à enfiler l’armure sacrée de la déesse. Ce geste la propulse sur le trône de la reine. Toutefois, un complot se trame contre elle.
17.	Le roi des titans
Alors que le groupe fait escale à Chronus, royaume natal de Titan, Antipole, le frère de ce dernier est influencé par Poséidon. Le dieu des mers le convainc que Titan et Ulysse veulent lui prendre son trône. Antipole décide alors d’éliminer l’équipage.
18.	Le miroir de la séduction
Lors d’une escale, Titan tombe accidentellement sous le charme de la belle Nausicaa. Pour conjurer le sort et sauver son ami, Ulysse doit retrouver un miroir magique, mais Poséidon, aidé par deux petites naïades aussi pestes qu’insupportables, l’entraîne dans un piège.
19.	Le dernier des Atlantes
Par une ruse de Poséidon, Ulysse et ses compagnons se retrouvent piégés sous la mer dans la légendaire Atlantide. 
20.	Le puits magique
Alors que l’équipage tente d’accéder au puits aux vœux, Nisa libère par erreur le terrible roi Lycaon, enfermé par châtiment divin. Les dieux posent alors un ultimatum à Ulysse et ses hommes : ramener Lycaon dans sa cellule avant le coucher du soleil ou prendre sa place en cas d’échec.
21.	La lyre magique
Poséidon remplace la lyre de Philo par un instrument magique qui sème la zizanie dans le groupe.
22.	Le réveil de Chronos
Lorsque Cronos parvient à quitter la prison ou l’avait enfermé les dieux, il capture Poséidon pour se venger. L’absence du maître des eaux fige la mer, poussant Ulysse à aller sauver son pire ennemi au sein même du dangereux Tartare.
23.	Le labyrinthe
Ulysse et ses compagnons arrivent en Crète, mais le roi Taurus, influencé par Poséidon, leur réserve de terribles épreuves dans son labyrinthe.
24.	Maudite Toison d'or
Lors d’un séjour du groupe en Colchide, la fabuleuse toison d’or est dérobée et Datés se retrouve accusé du vol ! Pour innocenter leur ami, l’équipage est contraint de recommencer la périlleuse quête de la toison d’or.
25.	Retour à Ithaque, première partie
Après les années d’absence d’Ulysse, le sénat d’Athènes impose à la reine Pénélope de se remarier. Son promis est le prince Pellos, homme stupide, paresseux et imbu de lui-même. Devant le refus de la reine, Poséidon propose son aide à Pellos : son accession au trône contre la vie du jeune Télémaque. Le prince, lâche, obéit sans se faire prier. 
De leur côté, le roi d’Ithaque et ses amis parviennent enfin à trouver la bonne voie pour Ithaque. En cours de route, ils retrouvent Télémaque, mais le garçon est l’otage de Poséidon.
26.	Retour à Ithaque, deuxième partie
Ulysse retrouve enfin son île ! Mais son palais est toujours occupé par l'armée de Pellos, bien décidé à épouser la reine Pénélope.

## Personnages

### Personnages principaux
Ulysse
Roi d'Ithaque, il est parti pendant dix ans pour aider les grecs dans la guerre de Troie qu'ils ont d'ailleurs remporté grâce à sa ruse. Il compte bien rentrer chez lui mais c'est sans compter sur Poséidon qui ne se résout pas à perdre son pari contre Athéna. Il est le mari de Pénélope et le père de Télémaque. Il est d'ailleurs très beau et dit que personne ne résiste à sa grande beauté. Ulysse garde une attitude positive et son sang-froid dans toutes les situations.
Datès
Originaire de Crète, Datès est le propriétaire du bateau dans lequel navigue Ulysse, ce dernier étant le bien le plus précieux de Datès. Il est très cupide et cela a failli provoquer sa perte (Maudite Toison d'or) et celle de ses compagnons (Au royaume d'Hadès). Minos, roi de Crète, dit que c'est l'un des meilleurs navigateurs.
Diomède
Il s'est battu aux côtés d'Ulysse lors de la guerre de Troie. Il est le plus vieux membre de l'équipage d'Ulysse. Durant sa jeunesse, il était un puissant guerrier. Par ailleurs, sa plus grande peur serait de s'affronter lui-même quand il avait vingt ans (Le songe des Lotophages). Bien qu'il soit vieux pour se battre, il conserve toujours sa force guerrière.
Nisa
Jeune mendiante de Troie aux cheveux roux. Elle rencontre Ulysse qui la sauve pendant la guerre de Troie. Elle reçoit, par la chouette d'Athéna, des pouvoirs de visions afin de prévenir Ulysse des dangers qu'il aura sur sa route. Marche pieds nus. Elle a des sentiments pour Zéphyr. Elle se méfie toujours et est très jalouse des filles qui tournent autour de ce dernier (Le chant des sirènes).
Titan
Titan est un minotaure bleu de 2 mètres. Il a une force extraordinaire. Il vient du territoire de Chronus, une île de glace, dont il devait être le roi. Cependant, à la suite de son départ pour Troie, c'est son petit frère qui accède au trône. Il adore manger et parle très peu.
Zéphyr
Jeune mousse de Datès, il est assez maladroit mais peut faire preuve d'un grand courage. Il est le fils du dieu des vents : Éole. Il a fugué de chez lui parce qu'il voulait une vie composée d'aventures. Il a des sentiments pour Nisa. Il est encore jeune et veut devenir plus fort.
Philo
Musicien et poète, il est très peureux et se plaint souvent. Il était aux côtés d'Ulysse lors de la guerre de Troie. Il veut chanter les aventures d'Ulysse et se laisse facilement avoir à cause de ses rêves (Le chant des sirènes).

### Personnages secondaires
Poséidon
Dieu des océans, il a parié avec Athéna qu'Ulysse ne reviendra jamais à Ithaque. Il va donc tout faire pour gagner son pari. Il possède de grands et majestueux tentacules qu'il utilise à sa guise à la place de jambes. Il se sert de ses pouvoirs divins dans le but de forcer Ulysse à ne pas rentrer à Ithaque.
Athéna
Déesse de la guerre, elle parie à Poséidon qu'Ulysse atteindra sa destination. Elle envoya sa chouette auprès d'Ulysse afin de lui transmettre des pouvoirs de visions, mais, à la suite d'une erreur de la part de l'animal, c'est Nisa qui se retrouve dotée de ces pouvoirs. Elle veille également à ce que Poséidon n'intervienne pas en personne pour arrêter Ulysse.
Hadès
Dieux des Enfers, il se fera duper par son frère Poséidon, le persuadant qu'Ulysse est venu aux Enfers pour voler son trésor.
Pénélope
Épouse d'Ulysse, elle l'attend à Ithaque. Au début de chaque épisode, elle fait une tapisserie présentant une aventure de son mari.
Télémaque
Garçon d'une dizaine d'années, il vit avec sa mère Pénélope à Ithaque et attend le retour de son père qu'il admire beaucoup. Il s'occupe en jouant et écoute souvent les conseils de sa mère.